# 동물해방전선

동물해방전선(動物解放戰線; ALF;Animal Liberation Front)은 동물실험 및 상품화에 반대하는 국제단체이다.

## 개요
1963년에 영국에서 창설된 수렵방해협회(HSA;Hunt Saboteurs Association)에서 유래했다. 여태 동물보호단체와 달리 동물구호를 위해 비합법적 수단도 마다하지 않는 까닭에 영국과 미국에서 테러단체로 지정되어 있다.

## 대중문화
2017년에 개봉한 영화 옥자에 나온다.

## 같이 보기
- 심층생태주의
- 어디서나 직접 행동
- 녹색아나키즘
- 공개 구조
- PETA